# 四川蛟龍隊
四川蛟龍隊為中國棒球聯賽的球隊之一，主場是成都金牛棒球場。成立於1972年，曾於1985年、1986年獲得中國棒球聯賽冠軍，於1987年贏得第六屆全國運動會的冠軍。2004年的希望聯賽以二十連勝的成績贏得第一名，獲得進入中國棒球聯賽的參賽資格，並隨後贏得聯賽第四名。

## 歷年戰績
- 2005年：8勝22敗（例行賽第五名）
- 2006年：11勝10敗（例行賽第四名）
- 2007年：8勝13敗（例行賽第四名）
- 2008年：9勝12敗（例行賽第四名）

## 2007年隊職員名單
- 領隊：郭德建
- 總教練：徐大勇(78)
- 教練團：陳建華(88)、朱彬(22)、劉江(68)
- 隊醫：曹炯烈
- 投手：祝萬云(31)、陳坤(18)、趙博(15)、殷炳賢(66)、范杰(1)、郭有華(38)、宋偉(16)、張偉(8)、鄔浩亮(11)、卜濤(46)、肖俊(14)
- 捕手：李又林(29)、金利民(20)、王聚源(19)
- 內野手：謝鵬(35)、黃可(45)、何小川(40)、馮飛(23)、高磊、郭俊(55)、田鑫(39)、張伏佳(27)、張國臣(12)、胡鐘強(23)
- 外野手：李林(17)、劉雅卿(36)、祁磊(25)、熊健(24)

* 姓名後面的號碼為球衣號碼

## 資料來源
- 中國棒球聯賽官方網站 四川蛟龙棒球队簡介
- 中國棒球協會官方網站 四川蛟龙棒球队簡介
- 台灣棒球維基館（页面存档备份，存于）